# U-509
| U-509                      | U-509                                                                           | U-509                                                                           |
| -------------------------- | ------------------------------------------------------------------------------- | ------------------------------------------------------------------------------- |
|                            |                                                                                 |                                                                                 |
|                            |                                                                                 |                                                                                 |
|                            |                                                                                 |                                                                                 |
| Під прапором               | Третій рейх                                                                     | Третій рейх                                                                     |
| Спуск на воду              | 19 серпня 1941 року                                                             | 19 серпня 1941 року                                                             |
| Виведений зі складу флоту  | 15 липня 1943 року                                                              | 15 липня 1943 року                                                              |
| Сучасний статус            | затоплений                                                                      | затоплений                                                                      |
| Проєкт                     |                                                                                 |                                                                                 |
| Тип ПЧ                     | Дизельний підводний човен                                                       | Дизельний підводний човен                                                       |
| Основні характеристики     |                                                                                 |                                                                                 |
| Швидкість (надводна)       | 18,3 вузла                                                                      | 18,3 вузла                                                                      |
| Швидкість (підводна)       | 7,3 вузла                                                                       | 7,3 вузла                                                                       |
| Гранична глибина занурення | 230 м                                                                           | 230 м                                                                           |
| Екіпаж                     | 48 осіб                                                                         | 48 осіб                                                                         |
| Розміри                    |                                                                                 |                                                                                 |
| Довжина найбільша (по КВЛ) | 76,8 м                                                                          | 76,8 м                                                                          |
| Ширина корпусу найб.       | 6,8 м                                                                           | 6,8 м                                                                           |
| Висота                     | 9,6 м                                                                           | 9,6 м                                                                           |
| Середня осадка (по КВЛ)    | 4,7 м                                                                           | 4,7 м                                                                           |
| Водотоннажність надводна   | 1120 т                                                                          | 1120 т                                                                          |
| Озброєння                  |                                                                                 |                                                                                 |
| Артилерія                  | одна палубна гармата калібру 105-мм та одна 37-мм та одна 20-мм зенітна гармата | одна палубна гармата калібру 105-мм та одна 37-мм та одна 20-мм зенітна гармата |
| Торпедно- мінне озброєння  | 4 носових та 2 кормовий ТА. 22 торпеди                                          | 4 носових та 2 кормовий ТА. 22 торпеди                                          |

U-509 — німецький підводний човен типу IXC, часів Другої світової війни.
Замовлення на будівництво човна було віддане 20 жовтня 1939 року. Човен був закладений на верфі «Deutsche Werft AG» у Гамбурзі 1 листопада 1940 року під заводським номером 305, спущений на воду 19 серпня 1941 року. 4 листопада 1941 року увійшов до складу 4-ї флотилії. Також за час служби перебував у складі 10-ї флотилії.
За час служби човен зробив 4 бойові походи, в яких потопив 5 (загальна водотоннажність 29 091 брт) та пошкодив 4 (загальна водотоннажність 27 143 брт) судна.
Потоплений 15 липня 1943 року в Північній Атлантиці південніше Азорських островів (34°02′ пн. ш. 26°01′ зх. д. / 34.033° пн. ш. 26.017° зх. д.) торпедою бомбардувальника «Евенджер» при підмозі винищувача «Вайлдкет» з ескортного авіаносця ВМС США «Санті». Всі 54 члени екіпажу загинули.

## Командири підводного човна
- Корветтен-капітан Карл-Гайнц Вольфф (4 листопада 1941 — вересень 1942)
- Корветтен-капітан Вернер Вітте (вересень 1942 — 15 липня 1943)

## Потоплені та пошкоджені кораблі[3]
| Назва          | Тип               | Належність      | Дата           | Тоннаж (БРТ) | Вантаж                                                          | Статус     | Місце                                                       |
| Anglo Maersk   | танкер            | Велика Британія | 26 жовтня 1942 | 7 705        | Баласт                                                          | пошкоджено | 27°15′ пн. ш. 17°55′ зх. д. / 27.250° пн. ш. 17.917° зх. д. |
| Pacific Star   | вантажне судно    | Велика Британія | 27 жовтня 1942 | 7 951        | 5 037 т морженого м'яса та генеральних вантажів                 | потоплено  | 29°15′ пн. ш. 20°57′ зх. д. / 29.250° пн. ш. 20.950° зх. д. |
| Stentor        | вантажне судно    | Велика Британія | 27 жовтня 1942 | 6 148        | 6 000 т Західноафриканських продуктів                           | потоплено  | 29°13′ пн. ш. 20°53′ зх. д. / 29.217° пн. ш. 20.883° зх. д. |
| Nagpore        | вантажне судно    | Велика Британія | 28 жовтня 1942 | 5 283        | 7 000 т генеральних вантажів, в тому числі 1 501 т міді         | потоплено  | 31°30′ пн. ш. 19°35′ зх. д. / 31.500° пн. ш. 19.583° зх. д. |
| Hopecastle     | вантажне судно    | Велика Британія | 28 жовтня 1942 | 5 178        | 2 500 т магнезитів та ільменіту та 3 000 т генеральних вантажів | пошкоджено | 31°39′ пн. ш. 19°35′ зх. д. / 31.650° пн. ш. 19.583° зх. д. |
| Corinaldo      | вантажне судно    | Велика Британія | 29 жовтня 1942 | 7 131        | 5 141 т мороженого м'яса                                        | пошкоджено | 33°20′ пн. ш. 18°12′ зх. д. / 33.333° пн. ш. 18.200° зх. д. |
| Britany        | вантажне судно    | Велика Британія | 30 жовтня 1942 | 4 772        | 7 132 т шкіри, рису та бавовни                                  | потоплено  | 33°29′ пн. ш. 18°32′ зх. д. / 33.483° пн. ш. 18.533° зх. д. |
| Queen Anne     | вантажне судно    | Велика Британія | 10 лютого 1943 | 4 937        | 6 126 т державних вантажів та 698 т генеральних вантажів        | потоплено  | 34°53′ пд. ш. 19°51′ сх. д. / 34.883° пд. ш. 19.850° сх. д. |
| City of Baroda | пасажирське судно | Велика Британія | 2 квітня 1943  | 7 129        | 7 000 т генеральних вантажів та 1 500 мішків пошти              | пошкоджено | 27°56′ пд. ш. 15°21′ сх. д. / 27.933° пд. ш. 15.350° сх. д. |